# کیم میونگ-نام
کیم میونگ-نام (انگلیسی: Kim Myong-nam؛ زادهٔ ۸ فوریهٔ ۱۹۶۹) وزنه‌بردار اهل کره شمالی بود.
وی در مسابقات کشوری و بین‌المللی در مجموع برندهٔ ۱ مدال نقره، ۱ مدال برنز شده‌است.